# Quetzalcóatl
Pour les articles homonymes, voir Quetzalcoatl.
Quetzalcóatl (littéralement « quetzal-serpent », c'est-à-dire « serpent à plumes de quetzal », en nahuatl) est le nom donné, dans le centre du Mexique, à l'une des incarnations du serpent à plumes, qui était une des principales divinités pan-mésoaméricaines. Au Mexique central, il est connu à l'époque postclassique sous la forme de Ehecatl-Quetzalcóatl.

## Origine

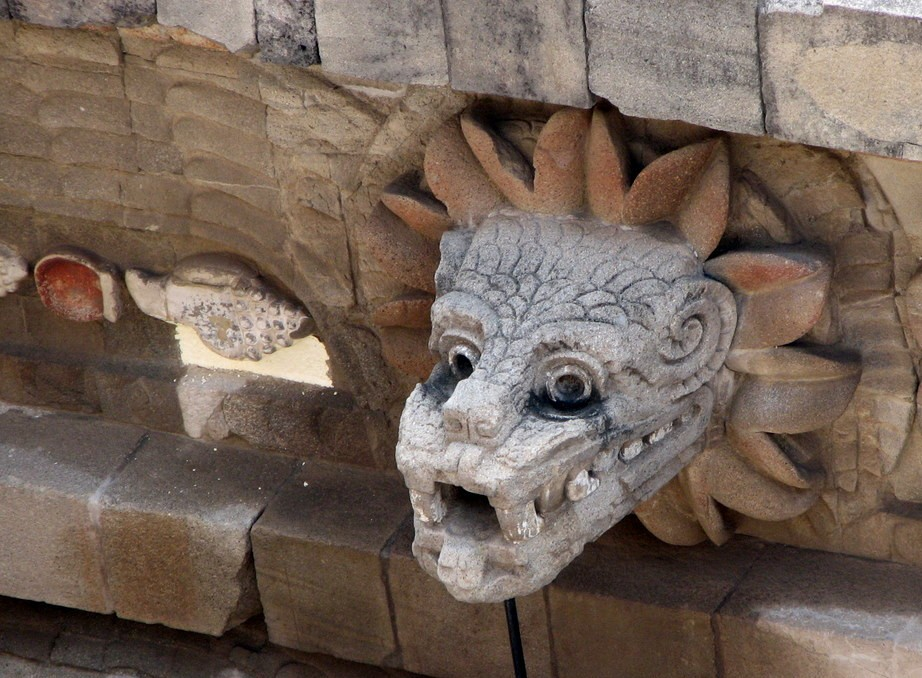
Buste de Quetzalcóatl (extérieur du temple du serpent à plumes à Teotihuacan).

Le culte de Quetzalcóatl semble originaire de Teotihuacan. Un chef toltèque de la période post-classique était appelé Quetzalcóatl, il s'agit peut-être du même individu connu sous le nom de Kukulkán et qui aurait envahi le Yucatán à la même période. Au Xe siècle, un chef étroitement associé à Quetzalcóatl, Ce Acatl Topiltzin Quetzalcoatl, régnait sur les Toltèques. On prétendait qu'il était le fils de Mixcoatl (un légendaire guerrier chichimèque divinisé) et de Chimalma (déesse de Culhuacan), ou un autre de leurs descendants.

## Culte
Quetzalcóatl se retrouve fréquemment dans la religion et l'art mésoaméricains pendant près de 2 000 ans jusqu'à la conquête espagnole de l'empire aztèque en 1521, chez les Mixtèques (qui le connaissent sous le nom de « 9-Vent »), les Aztèques, les Mayas et surtout les Toltèques. La vénération de Quetzalcóatl incluait parfois des sacrifices humains, bien que certaines traditions affirment qu'il était opposé à ces pratiques.
Prêtres et rois prenaient quelquefois le nom du dieu avec lequel ils étaient associés, ce qui fait que Quetzalcóatl ou Kukulkán est aussi le nom porté par des personnages historiques.
Ensuite, il existait une pratique assez répandue, commune au culte des autres divinités, celle de l’autosacrifice. Consistant en une saignée rituelle plus ou moins douloureuse exercée sur soi et parfois sur des prisonniers, cet acte, extrêmement codifié, était fréquent dans les sociétés précolombiennes ; cette pratique s'identifiait aux différentes formes de la mortification rituelle dans les religions où la notion d'expiation du mal est présente.

## Mythologie

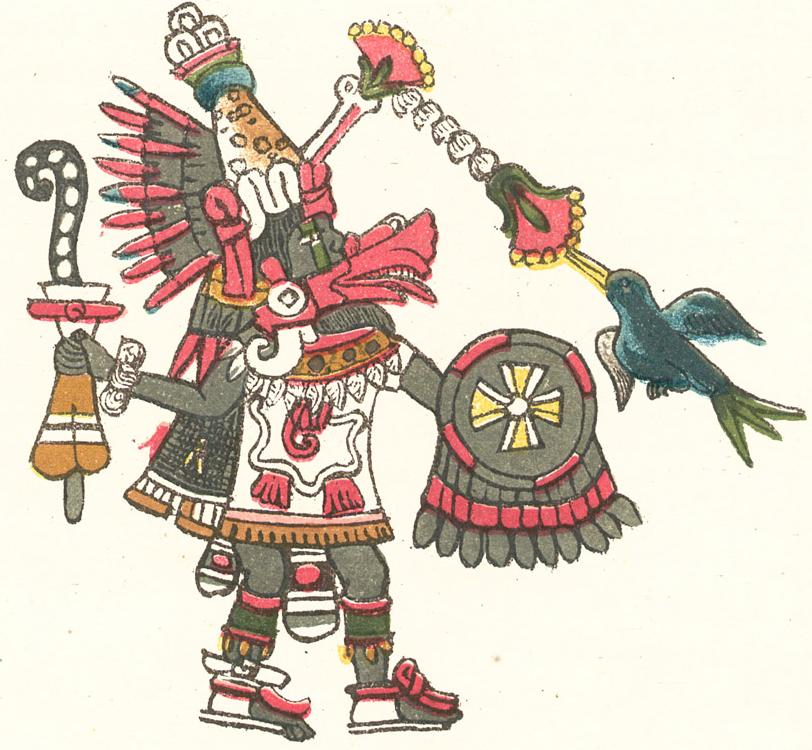
Quetzalcóatl représenté dans le Codex Magliabechiano.

Selon les Annales de Cuauhtitlan, Quetzalcóatl, souverain de Tula, la capitale des Toltèques, fut séduit par Tezcatlipoca, qui, jaloux de son rival, l'enivra et l'amena à rompre son vœu de chasteté. Chassé de Tula, Quetzalcóatl parvint au bord de la mer, où il s'immola par remords. Son cœur, qui s'était échappé des cendres, devint alors l'étoile du matin sous le nom de Tlahuizcalpantecuhtli.
Si Quetzalcóatl et Tezcatlipoca sont parfois ennemis, ils sont alliés à d'autres occasions. C'est le cas dans le mythe de la création de la terre, que nous connaissons par l'Histoire du Méchique. Ayant transporté la déesse de la terre, redoutable créature « qui était à toutes les jointures pleine d'yeux et de bouches avec lesquelles elle mordait comme une bête sauvage », depuis les cieux « jusqu'en bas »,  où il n'y avait que de l'eau, les deux dieux se transformèrent en deux grands serpents. Ils saisirent la déesse et la déchirèrent en deux. De la première moitié ils firent la terre et ils emportèrent l'autre moitié au ciel, provoquant l'irritation des autres dieux. Pour dédommager la déesse, ils veillèrent à ce que sorte d'elle tout ce qui était nécessaire aux hommes : de ses cheveux les arbres, les fleurs et les herbes, de sa peau l'herbe menue et les petites fleurs, de ses yeux les fontaines, les puits et les petites grottes, de ses bouches les rivières et les grandes grottes, de son nez et de ses épaules les vallées et les montagnes. Ce mythe se termine par une explication de l'origine du sacrifice humain : lorsque la déesse pleure et qu'elle ne veut pas dispenser aux hommes ses fruits, seul le sang humain peut l'apaiser.
Quetzalcóatl est un des protagonistes du mythe de la création des hommes, tel que rapporté de façon fort détaillée dans La Leyenda de los Soles qui fait partie du Codex Chimalpopoca.
Les dieux s'étant concertés, ils décidèrent d'envoyer Quetzalcóatl au Mictlan récupérer les os des humains des créations précédentes. Il se présenta devant Mictlantecuhtli et lui demanda les « os précieux » pour « faire avec eux ceux qui habiteront sur la terre ». Mictlantecuhtli acquiesça à condition que Quetzalcóatl se soumette à une épreuve : il devait souffler dans une conque sans trous. Quetzalcóatl fit appel à des vers qui percèrent des trous dans la conque et à des abeilles qui la firent sonner. Mictlantecuhtli dit à Quetzalcóatl de prendre les os puis se ravisa. Quetzalcóatl s'étant enfui, Mictlantecuhtli ordonna à ses serviteurs d'aller creuser un trou dans lequel Quetzalcóatl tomba. Les os se brisèrent, mais Quetzalcóatl les ramassa et les ramena à Tamoanchan, où ils furent moulus. Quetzalcóatl fit ensuite couler sur eux le sang de son sexe. Les autres dieux présents firent de même et de cette « pénitence » naquirent « les serviteurs des dieux », c'est-à-dire l'humanité actuelle.
Selon la même source, Quetzalcóatl  est également un protagoniste du mythe qui raconte l'acquisition de la nourriture destinée aux hommes. La Leyenda de los Soles rapporte que les dieux se demandèrent ce que mangeraient les hommes qu'ils venaient de créer. Quetzalcóatl, qui avait vu une fourmi rouge transporter du maïs, chercha à savoir d'où il provenait. La fourmi ne voulut d'abord pas répondre, puis finit par l'emmener à l'intérieur du mont Tonacatepetl. Quetzalcóatl, qui s'était métamorphosé en fourmi noire, en ramena le maïs. Les dieux, après l'avoir mâché, en nourrirent les premiers humains. Les dieux se demandèrent ensuite comment pénétrer dans le mont Tonacatepetl. Quetzalcóatl n'arriva pas à le déplacer en le tirant avec une corde. Oxomoco et Cipactonal prédirent alors que Nanahuatzin réussirait seulement à fendre la montagne. Ce qu'il fit. Ensuite les Tlaloque dérobèrent toutes les nourritures.
Quetzalcóatl est également le protagoniste d'un mythe transmis par André Thevet dans son Histoire du Méchique et qui raconte les origines du pulque. Après avoir créé les hommes, les dieux se dirent : « voici que l'homme sera tout triste si nous ne faisons pas quelque chose pour le réjouir et afin qu'il prenne plaisir de vivre sur la terre, et qu'il nous loue et chante et danse ». Quetzalcóatl eut alors l'idée de procurer aux hommes une boisson alcoolisée. Il emmena avec lui Mayahuel, la petite-fille d'une tzitzimitl. Arrivés sur terre, ils se changèrent en un arbre ayant deux branches. Lorsque la grand-mère constata l'absence de Mayahuel, elle fut prise de fureur et se mit à sa recherche avec les autres tzitzimime. Alors qu'elles s'approchaient de l'arbre, celui-ci se fendit en deux. Reconnaissant sa petite-fille dans l'une des branches, la grand-mère s'en empara, la rompit et la fit dévorer par les autres tzitzimime. Après leur départ, Quetzalcóatl, rempli de chagrin, enterra les os de Mayahuel. Sur cette tombe poussa un agave, avec lequel on prépare le pulque (octli en nahuatl).

## Héritage

### Dans les sciences
Quetzalcóatl a donné son nom à :
- Quetzálcoatl, un astéroïde Amor ;
- la quetzalcoatlite, un minéral constitué d'un oxyde de tellure, cuivre et zinc ;
- Quetzalcoatlus, un genre de ptérosaures du Crétacé, de la famille des Azhdarchidés[6].

### Monuments
Dans la ville mexicaine de Guadalajara, au centre de la place Tapatía, une fontaine monumentale, réalisée par le sculpteur mexicain Víctor Manuel Contreras et intitulée L'inhumation de Quetzalcoatl, a été inaugurée le 5 février 1982,. Elle comporte une sculpture formée de 5 pièces de bronze taillées à la main, qui représente le sacrifice de Quetzalcoatl s'élevant de la terre vers le ciel pour donner naissance au soleil. Les quatre sculptures qui entourent la flamme représentent les quatre points cardinaux.

### Dans la culture populaire
Dans la version anglo-saxonne du jeu Final Fantasy VIII, Quetzalcoatl est une des toutes premières G-Force que peut invoquer le joueur et sans avoir à la combattre préalablement. Curieusement, elle est renommée Golgotha dans la version française. Dans Final Fantasy XV, il est un boss apparaissant vers la moitié du jeu.